# (15466) Barlow
(15466) Barlow (1999 AR23) – planetoida z grupy pasa głównego asteroid okrążająca Słońce w ciągu 4,07 lat w średniej odległości 2,55 j.a. Odkryta 14 stycznia 1999 roku.